# 道格拉斯·羅斯
道格拉斯·戈登·羅斯（英語：Douglas Gordon Ross；1983年4月9日—）是蘇格蘭的一位政治人物，黨籍是保守黨。在當選國會議員之前，他在2016年至2017年及2021年起是蘇格蘭議會的議員。他也是一位足球裁判。自2017年開始，他是馬里選區選出的英國下議院議員。2020年8月，他在其他人競逐的情況下自動當選接任蘇格蘭保守黨黨魁；唯獨他承諾於2024年英國大選舉行後辭去黨魁一職，及後亦敗選國會議員。

## 外部連結
- 英国的個人檔案
- 公鞭記載的投票紀錄
- TheyWorkForYou記載的紀錄